# Coppa del mondo di mountain bike 1992
La Coppa del mondo di mountain bike 1992 fu la seconda edizione della competizione organizzata dall'Unione Ciclistica Internazionale e fu supportata da Grundig. Si disputò in dieci tappe nel cross country.

## Cross country
| Data              | Luogo             | Vincitore           | Vincitrice       |
| ----------------- | ----------------- | ------------------- | ---------------- |
| ?                 | Houffalize        | John Tomac          | Alison Sydor     |
| ?                 | Landgraaf         | Thomas Frischknecht | Ruthie Matthes   |
| ?                 | Strathpeffer      | Thomas Frischknecht | Susi Buchwieser  |
| ?                 | Klosters          | John Tomac          | Alison Sydor     |
| ?                 | Hunter Mountain   | Don Myrah           | Chantal Daucourt |
| ?                 | Mont-Sainte-Anne  | Thomas Frischknecht | Juli Furtado     |
| ?                 | Mount Snow        | Thomas Frischknecht | Chantal Daucourt |
| ?                 | Mammoth Lakes     | Ned Overend         | Juli Furtado     |
| ?                 | Kirchzarten       | Gerhard Zadrobilek  | Silvia Fürst     |
| ?                 | Vail              | Ned Overend         | Ruthie Matthes   |
| Classifica finale | Classifica finale | Thomas Frischknecht | Ruthie Matthes   |